# Mit dem Rücken zur Wand
Mit dem Rücken zur Wand ist der 1990 erschienene zweite Band der Trilogie der Wendepunkte von Klaus Kordon. Es erzählt die Erlebnisse eines Jungen einer kommunistisch geprägten Arbeiterfamilie aus Berlin in den Jahren 1932 und 33, vor dem Hintergrund des Beginns des Nazi-Regimes.
Zu dieser Trilogie gehören außerdem der 1984 erschienene Roman Die roten Matrosen und das 1993 erschienene Buch Der erste Frühling.

## Handlung
Das Buch spielt in den Jahren 1932 und 33 in Berlin-Wedding. Das Leben der Arbeiterfamilien dort ist geprägt von der Weltwirtschaftskrise mit ihren Folgen wie hoher Arbeitslosigkeit und Armut sowie von den politischen Spannungen am Ende der Weimarer Republik mit Straßenschlachten, häufigen Regierungswechseln und dem Beginn des Nazi-Regimes.
In dieser Zeit beginnt der 14-jährige Hans Gebhardt, der gerade die Schule beendet und keinen Ausbildungsplatz gefunden hat, eine Arbeit im Lager des AEG-Werks im Wedding. Seine Arbeit gefällt ihm nicht, doch er ist froh, mit seinem Einkommen seine Familie unterstützen zu können. In der Fabrik trifft er zum ersten Mal Mieze, mit der er eine Beziehung beginnt.
Auch wenn Hans im Gegensatz zu seinen Eltern und seinem älteren Bruder Helle, die überzeugte Kommunisten sind, zunächst keine klaren politischen Überzeugungen pflegt, wird er zunehmend gezwungen, Stellung zu beziehen: Schon am ersten Arbeitstag wird er von Kollegen, die Mitglieder der SA sind, verprügelt, weil sie davon ausgehen, dass er wie der Rest seiner Familie Kommunist ist. Weiter ist seine Freundin „Halbjüdin“ und muss daher Angst vor den Nazis haben. Die politischen Spannungen setzen sich auch in der Familie Gebhardt fort: Günther, der Freund von Hans’ Schwester Martha, tritt in die SA ein. Während Martha sich daran nicht sehr stört und die Vorteile genießt, die ihnen Günthers schneller Aufstieg in der Parteihierarchie verschafft, ist der Rest der Familie schockiert, und es kommt zu einer zunehmenden Entfremdung.
Nach dem Reichstagsbrand gehören auch Hans’ Vater sowie Helle und dessen Frau zu denen, die inhaftiert werden. Unter den Hilfspolizisten, welche sie verhaften, ist auch Marthas Freund, was Marthas Beziehung zum Rest der Familie endgültig zerstört. Als Zeichen des Widerstandes hissen Hans und Mieze wenig später auf dem Dach des Wohnhauses von Helle eine rote Fahne. Als Hans nach Hause kommt, lauern ihm einige Männer, unter ihnen Max Sauer, auf und schlagen ihn zusammen. Hans wird schwer verletzt, dennoch schlägt er ein Angebot, in Moskau seine Schulbildung fortzusetzen, aus. Er will in Berlin bleiben und weiterhin Widerstand leisten.

## Figuren des Romans
- Hans Gebhardt, Turner, 14, später 15 Jahre alt, Sohn einer Berliner Arbeiterfamilie, arbeitet bei AEG, wird zunehmend politisiert
- Margarete "Mieze", feste Freundin von Hans, Halbjüdin, arbeitet im Textilbereich der AEG, lebt bei Onkel und Tante, spürt zunehmenden Antisemitismus
- Martha Gebhardt, Schwester von Hans, um die 20, arbeitet im Büro, träumt von besserer Zukunft, Verlobte von Günter Brem, Entfremdung von Familie
- Marie Gebhardt, Mutter der Familie, Ende vierzig, um das Wohl der Familie besorgt, Mitglied der KPD, Versöhnlerin
- Rudolf "Rudi" Gebhardt, Vater der Familie Gebhardt, Kommunist, verbittert, ehemaliges Mitglied der KPD, verständnislos über Verhalten der Tochter, verhaftet
- Helmut "Helle" Gebhardt, ältester Sohn (27), mit Jutta Gebhardt verheiratet, Mitglied der KPD, Versöhnler, in Folge des Reichstagsbrandes verhaftet
- Heinrich "Murkel" Gebhardt, jüngstes Kind der Gebhardts (9), Schüler, kess und gerissen, wird von Eltern verwöhnt
- Erich "Ede", Freund von Helmut, KPD Mitglied, überzeugter Kommunist, schwere Kindheit, prinzipientreu, gegen Einheitsfront
- Schröder, berüchtigter SA-Mann, arbeitet bei der AEG, schikaniert Hans bei der Arbeit, gewalttätig
- Meister Bütow, Abteilungsleiter bei der AEG, ist Hans zu getan, Sozialdemokrat, Versöhnler
- Maximilian Sauer, Nachbar der Gebhardts, lebt mit Frau Kuderka, SA-Mann, beschallt seine Nachbarn mit seinem Radio
- Der "kleine" Lutz, Nachbar der Gebhardts, arbeitslos, fußballbegeistert, zunächst unpolitisch, später SA
- Klump, Kamerad/Arbeitskollege von Schröder, gewaltbereit, stumpf, ist Schröder hörig, hasst Hans
- Günter Brem, SA-Mann, Mitte/Ende zwanzig, Verlobter von Martha Gebhardt, überzeugter Nationalsozialist
- Jutta Gebhardt, Frau von Helmut, Mutter von Änne, wird in Folge des Reichstagsbrandes verhaftet
- Änne, Tochter von Helmut und Jutta, wird vor der Verhaftung ihrer Eltern zu ihren Großeltern gebracht
- Emmes, Arbeitskollege, älterer Mann, rettet Hans aus der Kiste
- Ali Löffler, Arbeitskollege, sperrt Hans in Truhe, macht oft Witze

## Auszeichnungen
- Zürcher Kinderbuchpreis „La vache qui lit“[1]
- Preis der Leseratten (ZDF)[1]
- Holländischer Jugendbuchpreis „Der silberne Griffel“[1]

## Belege
1. 1 2 3  Mit dem Rücken zur Wand. Roman - Klaus Kordon. BELTZ Verlagshomepage, archiviert vom Original am 13. Juni 2014; abgerufen am 30. Mai 2014.